# František Stellner
František Stellner (* 14. září 1966 Jindřichův Hradec) je český historik. Zabývá se především výzkumem německých a ruských dějin 18.–20. století se zaměřením na politické, sociální a hospodářské dějiny. Specializuje se na novověké a nejnovější politické a hospodářské dějiny střední a východní Evropy.

## Život
Roku 1984 maturoval na gymnáziu v Jindřichově Hradci. V letech 1985–1990 vystudoval obor historie a český jazyk a literatura na Filozofické fakultě Univerzity Karlovy v Praze. Zde také pokračoval v doktorském studiu, které završil v roce 1995 disertací na téma K úloze císaře Viléma II. při formování německé vnitřní a zahraniční politiky do roku 1900 a ziskem titulu Ph.D.
Od roku 1992 působil na Filozofické fakultě Univerzity Karlovy jako asistent a od roku 1993 jako odborný asistent. V roce 2000 se habilitoval prací Sedmiletá válka v Evropě a stal se docentem světových a obecných dějin Ústavu světových dějin Filozofické fakulty Univerzity Karlovy. V letech 2001–2012 přednášel na Katedře hospodářských dějin Národohospodářské fakulty VŠE, v letech 2003–2012 působil jako její vedoucí. Zároveň byl na NF VŠE proděkanem pro vědu a doktorské studium (2006–2012) a garantem a předsedou oborové rady doktorského oboru Hospodářské a politické dějiny (2012).
Kromě své pedagogické činnosti působil František Stellner jako zástupce šéfredaktora časopisu Historický obzor (1992–1997) a jako šéfredaktor vědeckého časopisu Littera Scripta (2015–2018). V letech 2000–2002 byl ředitelem Ústavu světových dějin Filozofické fakulty Univerzity Karlovy v Praze, kde i nadále působí. Současně úzce spolupracuje s Filozofickou fakultou a Fakultou sociálně ekonomickou Univerzity Jana Evangelisty Purkyně v Ústí nad Labem.
Absolvoval několik studijních a přednáškových pobytů v Německu (mj. Bayreuth, Berlín, Düsseldorf, Hamburg, Heidelberg, Kostnice, Mnichov, Pasov) a Rakousku (Vídeň). V roce 2004 obdržel František Stellner prestižní jednoroční stipendium Alexander von Humboldt-Stiftung a působil na Universität Bayreuth. V roce 2012 a 2019 působil jako hostující docent Universität Passau, Lehrstuhl für Neuere und Neueste Geschichte Osteuropas und seiner Kulturen, Hauptseminar „Russische Geschichte des 18. Jahrhunderts“.
V letech 2013–2015 působil na katedře ekonomiky a managementu Vysoké školy technické a ekonomické v Českých Budějovicích. V letech 2015–2017 byl vedoucím Katedry managementu Ústavu podnikové strategie Vysoké školy technické a ekonomické v Českých Budějovicích, v letech 2018–2019 byl vedoucím Katedry humanitních studií Ústavu podnikové strategie VŠTE v Českých Budějovicích. V letech 2021–2022 působil jako senior výzkumník v projektu OP VVV na Institutu mezinárodních studií Fakulty sociálních věd Univerzity Karlovy. Od roku 2023 působí na Katedře historie Filozofické fakulty Univerzity Jana Evangelisty Purkyně v Ústí nad Labem.
Mimo jiné je též předsedou Správní rady Institute for Social and Economic Research, z. ú., členem Vědecké rady FF UJEP, členem Akademické rady vysoké školy CEVRO Institut, z. ú. Je stálým spolupracovníkem časopisu Živá historie a Historické války.
Působí též jako hodnotitel vybraných výsledků výzkumu, vývoje a inovací podle Metodiky hodnocení výzkumných organizací a programů účelové podpory VaVaI a jako hodnotitel Národního akreditačního úřadu.
V roce 2020 byl na Filozofické fakultě Univerzity Karlovy jmenován profesorem v oboru Světové dějiny a obecné dějiny.

## Ocenění
- 2001 Cena Miroslava Ivanova v kategorii knihy literatury faktu autora do 35 let
- 2011 oceněna kniha „Rusko a střední Evropa, I. díl“ jako excelentní monografie Rektorátem UK
- 2012 oceněna kniha „Kapitel aus der Geschichte des Sozialstaates“ v Ceně Rektor VŠE za prestižní monografii
- 2017 spoluautor „Encyklopedie českých právních dějin“ oceněné v soutěži „Slovník roku 2017“ čestným uznáním

## Publikace
- Poslední německý císař : z německých dějin v epoše Viléma II. Praha : Panevropa, 1995. 471 s. ISBN 80-85846-04-7.
- Fridrich Veliký : cesta Pruska k velmocenskému postavení. Praha : Panevropa, 1998. 552 s. ISBN 80-85846-10-1.
- Sedmiletá válka v Evropě. Praha : Nakladatelství Libri, 2000. 407 s. ISBN 80-7277-010-1. 2. vyd. Praha : Libri, 2007. 406 s. ISBN 978-80-7277-354-1.
- Encyklopedie knížecích rodů zemí Koruny české. Praha : Aleš Skřivan ml., 2001. 340 s. ISBN 80-86493-00-8. (spoluautoři Jan Županič, Michal Fiala)
- Rusko a střední Evropa v 18. století. I. díl. Praha : Set Out, 2009. 330 s. ISBN 978-80-86277-67-7.
- Hospodářské dějiny novověku. Praha : Set Out, 2012. 207 s. ISBN 978-80-86277-73-8.
- Rusko a střední Evropa v 18. století. II. díl. Praha : Set Out, 2012. 280 s. ISBN 978-80-86277-75-2.
- Kapitel aus der Geschichte des Sozialstaates. Hamburg: Peter Lang GmbH. Internationaler Verlag der Wissenschaften. 2012. 188 s. ISBN 978-3-631-63701-2.
- Car je mrtev, ať žije carevna! Převraty na ruském dvoře v 18. století. Praha: Lidové noviny, 2014, 501 s. ISBN 978-80-7422-328-0.
- Vývoj českého vysokého ekonomického školství v letech 1945–1953. Praha: Setoutbooks.cz, 2015. 252. ISBN 978-80-86277-80-6 (spoluautoři Radek Soběhart, Pavel Szobi, Marek Vochozka, Marek Vokoun).
- Pražská defenestrace 1618. In: Extra historie. Kauzy, Brno: Extra Publishing 2016. ISSN 1805-0301, ISBN 9788075250841.
- Encyklopedie českých právních dějin. I.-XXIII. svazek. Plzeň: Aleš Čeněk, Ostrava: KEY Publishing, 2016–2022. ISBN 9788073805692. (editoři Karel Schelle, Jaromír Tauchen) (240 hesel).
- Marie Terezie. In: Extra historie. Kauzy, Brno: Extra Publishing 2017. ISSN 1805-0301, ISBN 9788075251220.
- Lvice na švédském trůně. Praha : Garamond, 2023. 383 s. ISBN 978-80-7407-416-5 (hlavní autorka Šárka Stellner).
- Úvod do studia historie. Praha : Nakladatelství Karolinum Univerzita Karlova, 2023. 432 s. ISBN 978-80-246-5476-8. ISBN 978-80-246-5495-9 (spoluautoři Roman Míšek, Tomáš Nigrin, Radek Soběhart, Pavel Szobi, Marek Vokoun).